# Борисов, Валерий Александрович
Борисов Валерий Александрович (род. 18 сентября 1966) — казахстанский легкоатлет (спортивная ходьба), мастер спорта международного класса.

## Биография
В. А. Борисов родился в Темиртау. Там же начал заниматься спортом. В юношеском возрасте выиграл чемпионат Казахстана, занял 6 место на Всесоюзной спартакиаде школьников, участвовал и во Всесоюзной спартакиаде среди взрослых.
После службы, в 1986 году, поступил в институт. Параллельно с учёбой тренировался и участвовал в соревнованиях .
Установил первые рекорды РК, выполнил норматив мастера спорта международного класса.
В 1989 году переехал в Костанайскую область, Лисаковск.
Был победителем и призёром трех Азиад, бронзовый призёр чемпионата Азии — 1998. Трехкратный победитель Центрально-Азиатских игр (1997, 1999, 2003).
Участник трех Олимпиад. Выступал на дистанции 20 км.
На Олимпиаде-1996 в Атланте с результатом 1:23:52 был 18-м.
На Олимпиаде-2000 в Сиднее с результатом 1:28:36 был 38-м.
А на Олимпиаде-2004 в Афинах с результатом 1:27:39 был 27-м.
Кроме того, в Сиднее Валерий выступил на 50 км, где показал 25-й результат со временем 4:01:11.

## Лучшие результаты
- 20000 м — 1:22:50,3 (08.09 2001; Ижевск  Россия) — рекорд Казахстана
- 20 км — 1:19:55 (20.04 1996; Сочи  Россия)- высшее достижение Республики Казахстана
- 30 км — 2:09:35 (27.03 1999; Астана  Казахстан)
- 50 км — 3:57:19 (30.04 2000; Наумбург  Германия)